# Craspedacusta brevinema
Craspedacusta brevinema är en nässeldjursart som beskrevs av He och Xu 2002. Craspedacusta brevinema ingår i släktet Craspedacusta och familjen Olindiasidae. Inga underarter finns listade i Catalogue of Life.